# Chace Crawford
Chace Crawford (født 18. juli 1985) er en amerikansk skuespiller, mest kendt for sin rolle i tv-kanalen The CW's populære ungdoms dramaserie Gossip Girl.
Han er født i Lubbock, Texas og opvokset i Plano.
Efter af have bestået high school (Trinity Christian Academy) i Bloomington, Minnesota, flyttede han til Malibu, hvor han på Pepperdine University læste journalistik. I 2007 startede han sin karriere som skuespiller, som karakteren Nate Archibald i den populære amerikanske serie Gossip Girl.